# Krokan (bakverk)

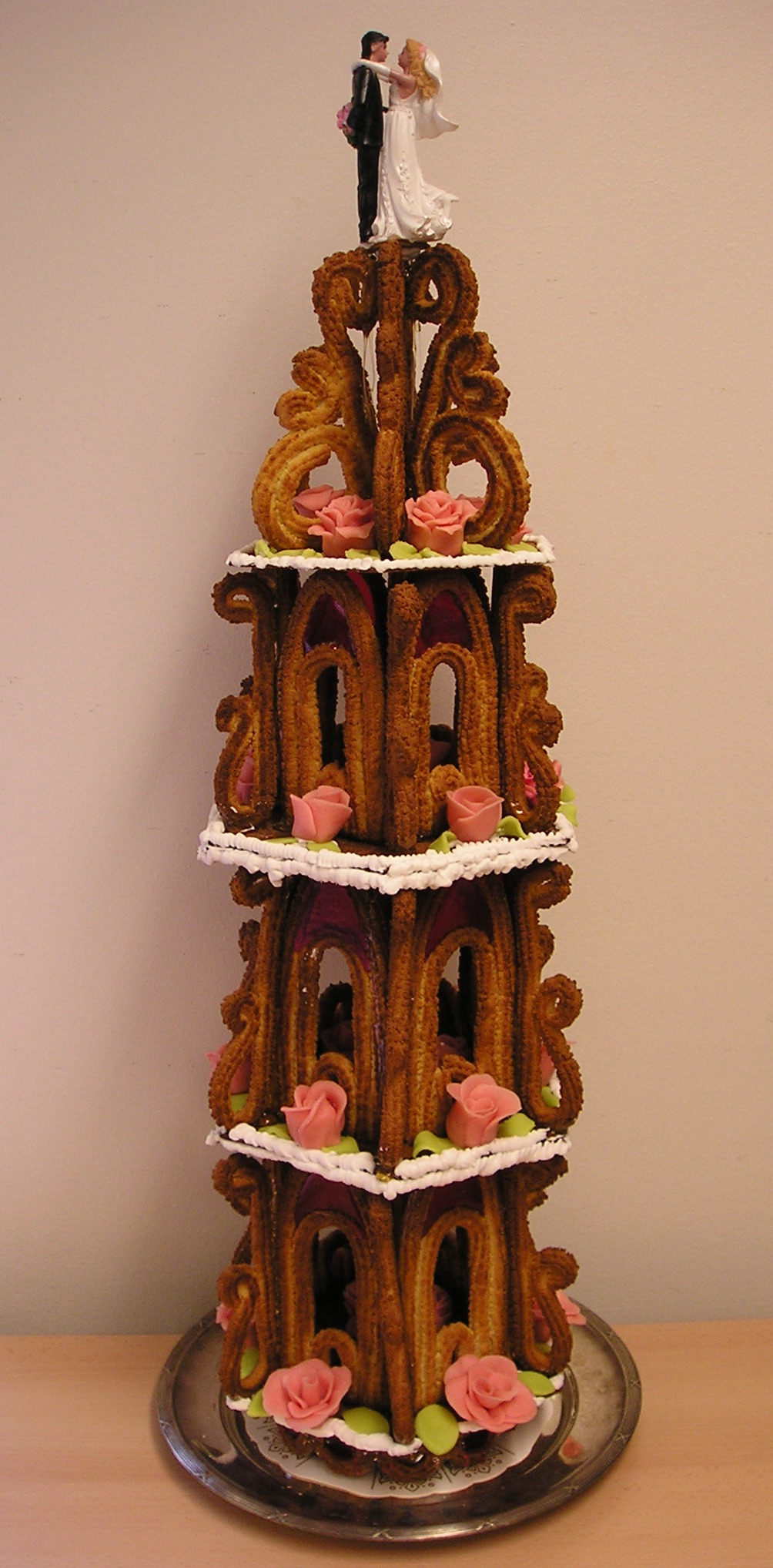
Exempel på krokan.

Krokan är ett bakverk i flera våningar. Det tillverkas av mandelmassa som spritsas ut i dekorativa mönster och bakas i delar. Därefter sammanfogas delarna med hjälp av smält, karamelliserat socker och sätts samman till ett torn – vanligtvis i flera våningar – och dekoreras med kristyr och marsipanrosor. Krokaner är vanliga vid bröllop (se vidare bröllopstårta).
Samma ingredienser används för att göra det danska festbakverket kransekage.